# Cardston-Taber-Warner
Circonscription électorale provinciale du Canada
Cardston-Taber-Warner est une circonscription électorale provinciale de l'Alberta (Canada), située dans l'extrème sud de la province. Son député actuel est Grant Hunter du Parti Wildrose.

## Liste des députés
| Années | Années         | Député        | Parti politique           |
| ------ | -------------- | ------------- | ------------------------- |
|        | 1997 - 2001    | Ron Hierath   | Progressiste-conservateur |
|        | 2001 - 2014    | Broyce Jacobs | Progressiste-conservateur |
|        | 2004 - 2008    | Paul Hinman   | Alliance                  |
|        | 2008 - 2012    | Broyce Jacobs | Progressiste-conservateur |
|        | 2012 - 2014    | Gary Bikman   | Wildrose                  |
|        | 2014 - 2015    | Gary Bikman   | Progressiste-conservateur |
|        | 2015 - présent | Grant Hunter  | Wildrose                  |